# Спицин, Владимир Владимирович
Влади́мир Влади́мирович Спи́цин (26 октября 1941, Горький — 22 января 2021) — российский и советский зоолог, Генеральный директор Московского зоопарка (1977—2013); Президент Евроазиатской региональной ассоциации зоопарков и аквариумов (ЕАРАЗА), Академик Российской академии естественных наук,  Заслуженный работник культуры РСФСР (1983).

## Биография
Родился в городе Горьком в семье генерала, семья часто переезжала. В школьные годы начал интересоваться животными.
По окончании школы в 17 лет начал работал в Ленинградском зоопарке: сначала грузчиком, после автоводителем, затем рабочим по уходу за животными в отделе орнитологии. Параллельно поступил в Ленинградский сельскохозяйственный институт. Во время учёбы работал зоотехником и затем — заведующим отделом кормления. По окончании вуза в 1969 году был назначен заместителем директора по хозяйственной части.
В 1974 году по рекомендации директора Московского зоопарка Игоря Сосновского переведён в Москву и назначен его заместителем по научной части. В это время зоопарк получает разрешение на ежегодное издание журнала «Информационный материал Московского Зоопарка», развиваются международные связи с зоопарками мира по обмену животными для поддержания генофонда.
Министерством Культуры СССР и Моссоветом поддерживаются командировки сотрудников зоопарка в социалистические страны по обмену опытом. Ежегодно 10 сотрудников — зоотехники, ветеринарные врачи, рабочие по уходу за животными выезжали в зоопарки Чехословакии, ГДР. Сотрудники получали разрешения на участие в международных конференциях. В 1977 году с уходом Игоря Сосновского на пенсию Владимир Спицин возглавил Московский зоопарк.
В условиях обветшалости технического хозяйства зоопарка основной задачей первых 15 лет директорства Владимира Спицина стали ремонт сооружений зоопарка и подготовка его кардинальной реконструкции. Но лишь в начале 1990-х Владимиру Спицину удалось привлечь личное внимание нового московского руководства к аварийному состоянию зоопарка, который в 1992 году был объявлен общегородской стройкой и включен в план подготовки Москвы к 850-летнему юбилею. Первый этап реконструкции, начавшейся в 1992 году, завершился в 1997. Параллельно началось строительство Зоопитомника по воспроизводству редких и ценных видов животных под Волоколамском в Подмосковье, идея создания которого возникла у Спицина ещё в 1978 году после посещения Бристольского зоопарка.
В апреле 2013 года Владимира Спицина на посту директора Московского зоопарка сменила Наталья Колобова, он до смерти оставался почётным президентом зоопарка.
22 января 2021 Владимир Спицин умер в возрасте 79 лет от последствий коронавируса. Похоронен в Москве на Кузьминском кладбище (участок 97).

## Общественная деятельность
В разное время Владимир Спицин занимал должности председателя Совета по координации деятельности зоопарков СССР, исполнительного директора Фонда помощи зоопаркам, президента Евроазиатской региональной ассоциации зоопарков и аквариумов (ЕАРАЗА).

## Семья
- Отец: Владимир Данилович Спицин (1919−1998) — генерал-майор Советской Армии, директор Политехнического музея (1979—1988).
- Мать: Тамара Николаевна, домохозяйка.

## Награды и звания
- Заслуженный работник культуры РСФСР.
- Академик РАЕН
- Орден Почёта (25 июля 2013 года) — за большие заслуги в развитии отечественной культуры, телерадиовещания, печати и многолетнюю плодотворную деятельность[16].
- Орден Дружбы (7 апреля 2004 года) — за многолетнюю плодотворную деятельность в области культуры и искусства[17].
- Медаль «Ветеран труда».
- Медаль «В память 850-летия Москвы».
- Заслуженный работник культуры РСФСР (22 декабря 1983 года) — за заслуги в области советской культуры[18].
- Почётная грамота Правительства Москвы.